# Hans Hetzel
Hans Hetzel (* 29. April 1926 in Offenburg; † 1988) war ein Metzgermeister, der 1955 wegen Mordes im sogenannten Kälberstrickfall zu lebenslanger Haft verurteilt wurde. Vierzehn Jahre später wurde Hetzel nach einer erfolgreichen Wiederaufnahme des Verfahrens in einer erneuten Hauptverhandlung freigesprochen. Der Fall Hetzel ging in die Rechtsgeschichte ein, weil er zum einen das Dilemma sich widersprechender Sachverständigen-Gutachten und darauf gründender richterlicher Urteile offenbarte, und weil er zum anderen eine große Aufmerksamkeit durch die Presse erfahren hatte. Dem Schriftsteller Thomas Hettche diente dieser Fall eines Justizirrtums als Vorlage für den 2001 erschienenen Roman Der Fall Arbogast. Details zum Fall Hetzel werden ausführlich in der Autobiografie des Gerichtsmediziners Albert Ponsold (1980) geschildert.

## Hintergrund
Im September 1953 wurde an einer Bundesstraße in der Nähe von Offenburg die unbekleidete Leiche der 25-jährigen Magdalena Gierth gefunden. Kurz darauf meldete sich der junge Schlachter Hans Hetzel bei den örtlichen Behörden und gab an, er habe die junge Frau vor kurzem als Anhalterin mitgenommen und es sei an jenem Abend zu mehrmaligem Geschlechtsverkehr gekommen. Hetzel erklärte, dass er beim Analverkehr, bei dem er gänzlich unerfahren gewesen sei, plötzlich verspürt habe, dass Magdalena tot sei. Er versuchte sie wiederzubeleben, schaffte es aber nicht. In seiner Panik habe er dann die Leiche in nahegelegenen Büschen versteckt. Keiner der Beamten glaubte ihm seine Version des Geschehens, so dass es zum Prozess kam.

## Prozess
Der Prozess erregte große Aufmerksamkeit in der westdeutschen Öffentlichkeit, insbesondere deswegen, weil zum ersten Mal in einem deutschen Gericht pikante sexuelle Details besprochen wurden. So wurde auch die angeblich besondere Größe von Hetzels Penis in die Beweiskette aufgenommen – ein Schock in der Prüderie der 1950er Jahre. Dass Hetzel trotz seiner Ehe als Schürzenjäger galt, öfter Anhalterinnen mitnahm und wegen eines Unfalls mit Todesfolge vorbestraft war, wirkte sich im Prozess zu seinen Ungunsten aus. Besonderes Vertrauen brachte das Gericht dem Mediziner Professor Albert Ponsold, dem damaligen Star der westdeutschen Gerichtsmedizin, entgegen. Sein Gutachten gründete auf dem Sektionsprotokoll und dazugehörigen Obduktionsfotos der Leiche, an deren Kieferwinkelknochen scheinbar deutliche Abdrücke eines Stricks und nach Ponsolds Meinung typische Drosselmerkmale zu erkennen waren. Für einen Erstickungstod durch Erdrosseln sprach auch die bei der Obduktion festgestellte Erweiterung des Herzens.
Die Obduktion ergab insgesamt 20 verschiedene Befunde, die von besagten Drosselmerkmalen bis hin zu zahlreichen Blutungen an verschiedenen Körperstellen reichten. Ponsold schloss aus dem Obduktionsbefund und Fotografien auf einen sukzessiven Tathergang: Das Opfer wurde mit der Faust ins Gesicht bewusstlos geschlagen, atmete Blut ein (Befund „Blut in der Lunge“), wurde anal penetriert und schließlich mit einem Strick erwürgt. Ponsolds Schlüsselargument war, dass jeder der Einzelbefunde verschiedene, zum Teil auch postmortale Ursachen haben konnte, dass jedoch die Kombination der Einzelbefunde zu einer zusammenhängenden Befundkette das Spektrum möglicher Ursachen erheblich einschränkte.
Ohne die Leiche je gesehen zu haben, konstruierte Ponsold in seinem Gutachten einen Tathergang, dem sich das Gericht anschloss: „Der Angeklagte habe möglicherweise der Frau Gierth zunächst Schläge auf Nase und Gesicht verabfolgt, worauf diese wohl die Flucht ergriffen habe. Der Angeklagte sei wahrscheinlich hinterhergerannt und habe ihr auf den Kopf geschlagen. Nach diesen Schlägen sei sie zusammengesunken, worauf er ihr die Schlinge um den Hals gelegt und kräftig zugezogen habe ... Der Angeklagte habe dann die Frau in die rechte Brust und in den Bauch gebissen. Anschließend habe er noch während des drei bis acht Minuten dauernden Todeskampfes und vielleicht noch nach dem Tode den Analverkehr ausgeübt. Dies sei alles mit dem Ziele der geschlechtlichen Befriedigung geschehen, das sich gleichsam wie ein roter Faden durch den Tatablauf hindurchziehe.“ Hetzel selbst hatte ausgesagt, er habe Gierth mitgenommen und mit ihr einvernehmlichen Geschlechtsverkehr gehabt, wobei sie plötzlich zusammengesackt und nach seiner Feststellung tot gewesen sei. Danach habe er, so Gutachter Ponsold, panisch gehandelt: „Er habe sich angekleidet, die Leiche aufgerafft, in den Wagen geladen und sei losgefahren, irgendwohin. Unterwegs habe er die Kleider der Frau zum Fenster hinausgeworfen, mit einer Hand steuernd. Und unterwegs sei ihm eingefallen, daß an einer entfernten Straße bereits früher, 1949 und 1952, die Leichen unbekleideter Frauen gefunden worden seien, derentwegen alle Ermittlungen erfolglos geblieben waren. Er habe darauf diese Straße angesteuert, dort gehalten, die Leiche die Böschung hinabgeworfen und sich davongemacht. Vorher habe er im übrigen die Leiche mit den Fetzen eines ihrer von ihm auseinandergerissenen Kleiderstücke gereinigt. Sie habe übel gerochen und sei feucht gewesen. Des Geruches halber habe er den Abgang von Kot angenommen und sei mit einem Lappen auch zwischen den Beinen der Leiche hindurchgefahren und dabei in den After eingedrungen.“

## Freispruch
Auch nach der Verurteilung beharrte Hans Hetzel auf seiner Unschuld und versuchte mit Hilfe seines Anwalts, ein neues Verfahren anzustrengen. Mehrere Wiederaufnahmeverfahren waren zuvor gescheitert. Zum Schluss gab es elf weitere Gutachten, die Ponsold widersprachen, aber das Gericht lehnte die Wiederaufnahme mit dem Hinweis auf die höhere Kompetenz Ponsolds ab. Die Wiederaufnahme gelang erst 1969 – 14 Jahre nach dem Urteil und 16 Jahre nach dem Tod von Magdalena Gierth sowie gegen den energischen Protest der Staatsanwaltschaft. Mit Hilfe des aus Österreich stammenden und in der DDR lehrenden Professors Otto Prokop, der in seinem entscheidenden Gegengutachten argumentierte, dass die angeblichen Drosselmerkmale nach Eintreten des Todes entstanden und von einer Astgabel stammten, in welcher der Kopf nach dem Tode lag, sowie dass die junge, durch einen gerade versuchten Schwangerschaftsabbruch im dritten Monat und eine unmittelbar vorher überwundene Syphilis geschwächte Frau wahrscheinlich durch eine Lungenembolie einen plötzlichen Herztod erlitt, wurde Hetzel in diesem Verfahren freigesprochen. Prokop beschuldigte dabei Ponsold der groben Fahrlässigkeit. Darüber hinaus rügte er das Gericht von 1955, weil es einem Gutachten gefolgt sei, das nicht auf einer Untersuchung der Toten fußte, sondern nur auf Grund eines mangelhaften SW-Fotos entstand.
Gerade hierin gründet der gerichtsmedizinisch und rechtsgeschichtlich heikle Fall, denn auch Prokop war 16 Jahre nach dem Tod des Opfers auf dieselben, angeblich mangelhaften Fotos und den ersten Obduktionsbericht angewiesen. Für Ponsolds Argumentation ungünstig und im zweiten Verfahren entscheidend war der Obduktionsbericht, in dem Herztod als Todesursache festgestellt wurde. Die damaligen Obduzenten hatten jedoch wichtige Druckmale am Hals und Kieferknochenbereich übersehen und deshalb ähnliche Spuren im Nackenbereich als Würgemale fehlinterpretiert. Ponsold hingegen bezog alle sichtbaren Male im Hals- und Nackenbereich in seine Beobachtungen mit ein und deutete sie als Drosselmerkmale, die in der Regel im oberen Halsbereich auftreten, wohingegen Würgemale im unteren Halsbereich zu erwarten wären. So gesehen musste das Opfer mit einem Strick (sogenannter „Kälberstrick“) erwürgt worden sein. Im zweiten Prozess wurden die auf den Fotos sichtbaren Drosselmerkmale als postmortale Spuren gewertet, als deren hypothetische Ursache z. B. eine Astgabel angegeben wurde, auf der die Tote vielleicht zu liegen gekommen sein konnte – wenngleich zu bemerken ist, dass das symmetrische Auftreten der Spuren auf beiden Gesichtsseiten am Kieferwinkel-Knochen unterhalb der Ohren die Astgabel-Version als unwahrscheinliche Konstruktion erscheinen lassen, auch wenn Fotos vom Fundort der Leiche dies zu zeigen scheinen. Dennoch wurde Ponsold, der im zweiten Verfahren als Zeuge nicht mehr zugelassen war, der Vorwurf gemacht, er habe die Möglichkeit postmortaler Unterhautblutungen nicht gekannt, obwohl er diese bereits in seinem Lehrbuch von 1950 ausführlich diskutiert, nur im konkreten Fall als Möglichkeit ausschloss.
Das Gericht sah es mit dem Gutachten Prokops schließlich als erwiesen an, dass das Gutachten von Ponsold oberflächlich und falsch war. Alle Verletzungen, die an der Toten festgestellt wurden, wurden nunmehr mit den vergeblichen Wiederbelebungsversuchen, die Hetzel angab, aber auch mit dem danach erfolgten Transport der Toten und deren Lagerung auf einer Astgabel in einem Gebüsch erklärt. Die ursprünglich von Ponsold für Drosselmerkmale (Kälberstrick) gehaltenen Spuren am Hals der Toten konnten nun zweifelsfrei der Ablage der Toten durch Hetzel zugeordnet werden.
Prokop bewies mit eigenen Versuchsreihen, dass die Verletzungen erst nach dem Tod entstanden sein könnten, und verwies dabei auch auf ebensolche Studien von Dr. R. Schulz aus dem Jahre 1896, die gleiches bewiesen und allgemein zum Grundwissen jedes Gerichtsmediziners gehörten. Auf diese Erkenntnisse hatte Ponsold in seinem bereits erwähnten Lehrbuch aus dem Jahr 1950 längst hingewiesen. Sie waren ihm nicht, wie von Prokop behauptet, unbekannt, sondern schienen ihm im konkreten Fall höchst unwahrscheinlich.
Die Tatsache, dass Otto Prokop in der DDR lehrte und dem bundesrepublikanischen Gerichtsmediziner fehlerhafte Arbeitsweisen nachwies, machte den Prozess zum Politikum und erschütterte das Vertrauen in die bundesdeutsche Justiz immens. Immerhin hatte ein Gutachter aus dem „Unrechtsstaat“ DDR mit seinem offensichtlichen Nachweis die westdeutsche Justiz der Voreingenommenheit überführt.
Hetzel erhielt zunächst eine Entschädigung in unbekannter Höhe; Schätzungen gingen von über 75.000 DM aus. Nachdem der Bundestag 1970 im Rahmen einer Gesetzesnovelle die Höchstgrenze von 75.000 DM aufhob und ein zusätzliches Schmerzensgeld von 10 DM pro Tag beschloss, bot Baden-Württembergs Justizministerium Hetzel – obwohl er nach abgeschlossenem Prozess keinen Anspruch mehr darauf hatte – weitere 27.000 DM an, von denen aber 16.085,17 DM für „Kost und Logis“ abgezogen wurden. Der MDR gab 2021 in der Dokumentation Der Tod war sein Leben – DDR-Gerichtsmediziner Otto Prokop an, dass Hetzel insgesamt 141.000 DM Haftentschädigung erhalten habe. 1974 lernte er seine zweite Frau kennen. Aus der Ehe der beiden stammen zwei Kinder. Beruflich wie privat fasste Hetzel jedoch nie wieder richtig Fuß. Er war oft depressiv, schloss sich teilweise zwei bis drei Tage ein und starb 1988 an Krebs. Er hinterließ seiner Familie 560.000 DM Schulden.